# Bibrka
Bíbrka (ukrainsk: Бі́брка) er en by i det vestlige Ukraine, beliggende i Lviv rajon i Lviv oblast (region) ca. 29 km sydøst for Lviv. Den er vært hjemsted for administrationen af Bibrka urban hromada, en af hromadaerne i Ukraine. I 2021 havde byen 3.810 indbyggere.
Byen har på forskellige tidspunkter været styret af Kongeriget Polen, Den polsk-litauiske realunion, Kejserriget Østrig, Kongeriget Galicien og Lodomerien, Det Russiske Kejserrige, Polen, Sovjetunionen og er nu en del af Lviv oblast i Ukraine; som følge heraf har Bibrka flere officielle og indfødte navne, bl.a.: Bóbrka' (polsk/russisk), Prachnik (tysk), og Boiberik/Boyberke (jiddisch). Byen har en befolkning på 3.980 indbyggere.
I Bibrka lå i midten af det 20. århundrede, et sovjetisk fængsel og interneringscenter for tilbageholdte polakker og andre.

## Galleri
- Den Store Synagoge i 1905
- Den Store Synagoge, nu næsten helt ødelagt
- Den jødiske kirkegård i 1890'erne

- Åbenbarelseskirken
- St. Nikolaus-kirken
- Hospitalet i Bibrka
- En gade i Bibrka
- Byparken i Bibrka